# 田中美都子
田中 美都子（たなか みつこ、1982年5月9日 - ）は、元フリーアナウンサー。

## 人物・経歴
三重県津市出身。血液型はA型。京都大学薬学部および同大学院修了。
一般企業に就職後も、CanCam.TVのレポーターとして活動。その後ウェザーニューズに移り、中部エリアの天気（第10期ウェザーニュースお天気キャスター)を担当。
2009年4月から2010年8月30日まで、TBSニュースバードのキャスターを務めた。
2010年12月に結婚。
ニュースバード出演をきっかけにTBSスパークル（旧：キャスト・プラス）に所属してきたが、降板後は主だった活動がほとんどなく、2023年春までに同社の公式サイトからプロフィールページが削除された。
第10期ウェザーニューズお天気キャスターの同期だった成海朱帆や立花萌奈（別名：工藤菜々絵）らと親交が深い。